# Iobate
Iobate o Amfianasso, nella mitologia greca è un mitico re della Licia, padre di Antea e Filonoe, personaggio della leggenda di Bellerofonte. 
Il re di Tirinto Preto aveva inviato Bellerofonte in Licia alla corte di Iobate per recargli una missiva che in realtà conteneva la richiesta di ucciderne il suo portatore. Iobate, attenendosi alla legge della sua terra che impediva di uccidere gli ospiti di un convivio, offrì la propria ospitalità a Bellerofonte salvandogli così la vita. Il rifiuto di uccidere Bellerofonte non impedì tuttavia al re di Licia di chiedergli una missione altrettanto mortale e impossibile: uccidere la Chimera, il potente mostro dalla testa di leone, il corpo di capra, la coda di serpente e capace di sputare fuoco.
Protetto dalla dea Atena, che gli inviò in soccorso il mitico cavallo alato Pegaso, Bellerofonte dopo aver ucciso la Chimera fece ritorno in Licia al cospetto di Iobate il quale, incredulo, concesse a Bellerofonte la mano di sua figlia Filonoe. Da essa l'eroe ebbe tre figli. Secondo una variante, Bellerofonte rifiutò Filonoe, e questa si suicidò per la vergogna.